# Telamon (épave)
 (janvier 2012).

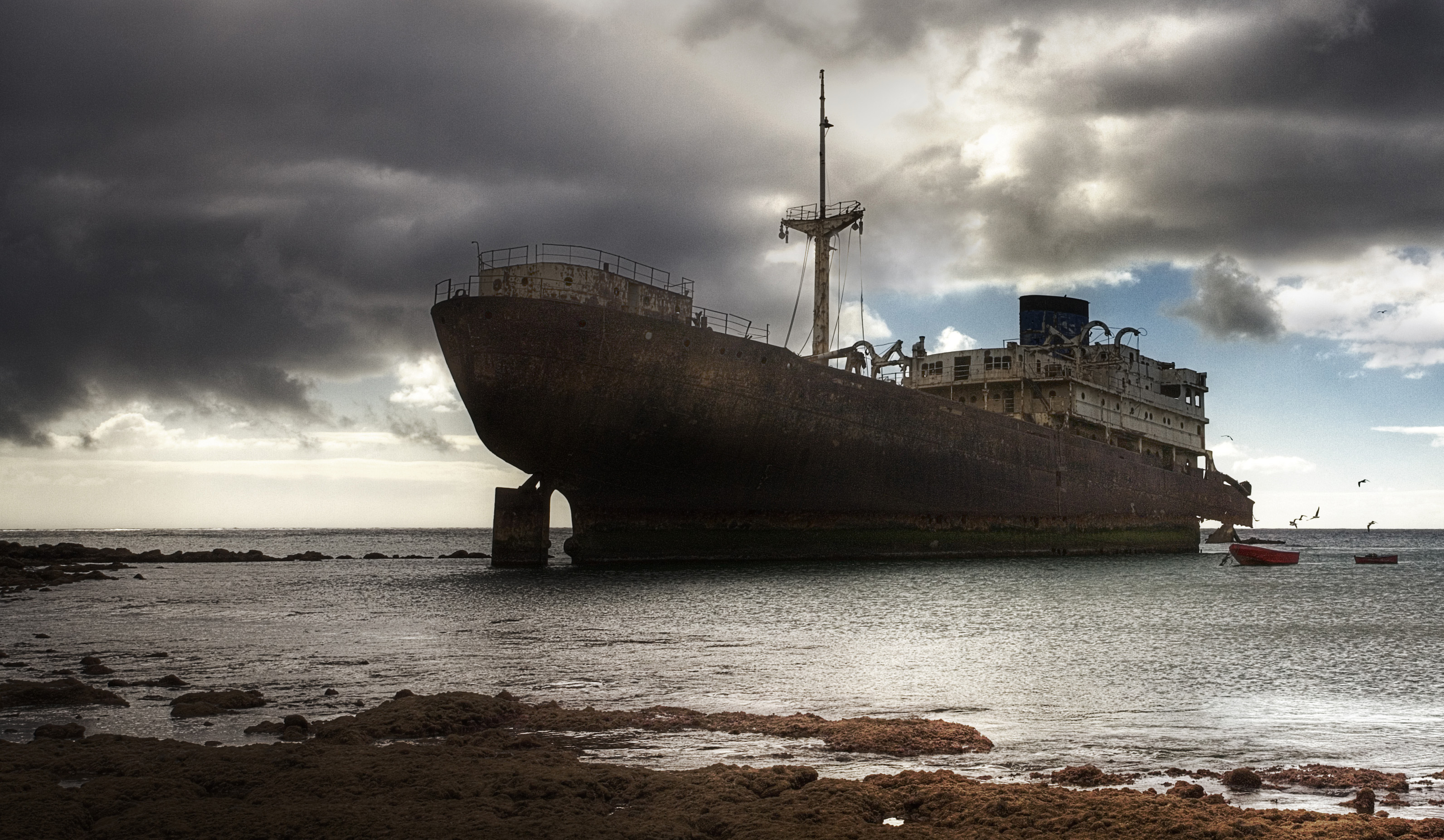
L'épave du Telamon à Lanzarote

Le Telamon anciennement Temple Hall est un cargo grec qui s'est échoué le 31 octobre 1981 devant le port d'Arrecife, à Lanzarote, aux îles Canaries.

## Histoire
Construit en 1954 par le chantier Robb Caledon de Dundee et baptisé initialement Temple Hall, il avait un tonnage brut de 7 733 tonnes. Au moment de son échouage, il portait une cargaison de troncs de bois d'essences africaines nobles. Le mauvais temps qui sévissait alors avait peut-être occasionné le déplacement d'une partie de la cargaison, causant une voie d'eau que l'équipage ne put étancher. Il semble que ce soit alors que le capitaine ait pris la décision de mettre le cap sur Lanzarote, pour trouver assistance à Los Mármoles ou à Puerto Naos, ou, à défaut, pour s'échouer sans risques sous le vent de la côte. C'est ce qui s'est finalement passé. 
L'imbrioglio juridique qui s'est ensuivi pour déterminer les responsabilités de ce naufrage a conduit à l'abandon du navire et de sa cargaison par les armateurs, Telamon Maritime et Managed Armour Shipping.
Le bateau est maintenant cassé en deux parties, dont l'avant gît par cinq mètres de fond, et l'arrière est toujours émergé. Il fait maintenant partie intégrante du paysage. 